# 위붙임
위붙임은 바둑에서 상대방 돌의 위에 붙여 착수하는 수법이다. 반의어는 밑붙임이고 정석의 기본 수순으로 자주 쓰인다.